# Fat Lip
„Fat Lip“ je první singl z alba All Killer No Filler kanadské pop punkové skupiny Sum 41. Stal se jejím průlomovým singlem - roku 2001 dosáhl předních pozic v žebříčcích Billboard Modern Rock chart a MuchMusic Countdown.
Skladba s rychlým tempem obsahuje prvky rapcore, hip hopu a punk rocku. Magazín Rolling stone označil hudbu této skladby za pokrývající styly od blink-182 přes Beastie Boys až po Black Sabbath.
Její původní název byl "Punk Hop", právě kvůli kombinaci hip hopu a punku. Název "Fat Lip" vychází ze slangového výrazu pro oteklý ret. Na přední obálce CD je chlapec s opuchlým rtem. Text se zaměřuje na osobu, která se touží vyhnout všem pokusům o podřízení se společnosti. Text je mladistvý a rebelský, zaměřený na dospívající posluchače.
Videoklip zahrnuje i další skladbu z alba - Pain For Pleasure. Členové skupiny jsou zde oblečeni do stylu heavy metalu 80. let, přičemž hrají muziku podobnou skladbě „Killers“ od Iron Maiden. Režisérem tohoto dvojitého klipu je Marc Klasfeld.
Začátek videa zobrazuje členy skupiny zpívající verše ze skladby „Dave's Possessed Hair/It's What We're All About“ z předchozího alba Half Hour of Power.

## Fat Lip v médiích
- Skladba je zahrnuta ve videohře Guitar Hero pro Sony Play-Station 2.
- Slyšet jí můžeme ve hře NHL 2002 od EA Sports.
- Krátký úryvek hudby ze začátku písně je obsažen v komedii Prci, prci, prcičky.

## Drobnosti
- Po odchodu Davea Bakshe ze skupiny prohlásil Steve, že Daveovy party bude zpívat Cone (ten však do té doby v Sum 41 nerapoval; tvrdil, že jeho rap je příšerný).
- Přestože ve videoklipu je Cone zachycen při zpívání do mikrofonu, na album-verzi písně se vokály nepodílel.